# Tauletes de Gradeshnitsa
Les tauletes de Gradeshnitsa (en búlgar: Плочката от Градешница), desenterrades el 1969 al nord-oest de Bulgària, al poble de Gradeshnitsa, província de Vratsa, són, amb les tauletes de Tărtăria, un important testimoniatge de la possible protoescriptura neolítica coneguda com a escriptura Vinca. Les tauletes estan datades en el cinquè mil·lenni ae i en l'actualitat es conserven al Museu Arqueològic Vratsa de Bulgària. El 2006, aquestes tauletes foren objecte d'atenció en els mitjans de comunicació búlgars, per les al·legacions formulades per Stephen Guide, que afirmà que n'havia desxifrat els símbols.